# Gunung Cakrabuana
Gunung Cakrabuana är ett berg i Indonesien.   Det ligger i provinsen Jawa Barat, i den västra delen av landet, 170 km sydost om huvudstaden Jakarta. Toppen på Gunung Cakrabuana är 1 732 meter över havet.
Terrängen runt Gunung Cakrabuana är huvudsakligen kuperad.Runt Gunung Cakrabuana är det tätbefolkat, med 397 invånare per kvadratkilometer. I omgivningarna runt Gunung Cakrabuana växer i huvudsak städsegrön lövskog.